# Громов, Александр Александрович
Александр Александрович Громов (3 июля 1886, Барханово, Ярославская губерния — 6 февраля 1956, Ленинград) — русский и советский живописец и график (офортист и ксилограф), педагог.

## Биография
Александр Александрович Громов родился 3 июля 1886 года в деревне Барханово (ныне — Рыбинского района Ярославской области).
Учился в Рисовальной школе общества поощрения художеств и Академии художеств (окончил с двумя Серебряными медалями), дополнительно занимался в Петербургском университете. Служил в действующей армии, на фронтах Первой мировой войны. Участник выставок в России и за рубежом, экспонент Общества акварелистов, объединений: Мир искусства, Община художников, Жар-Цвет, Нового общества художников. С 1934 года член секции графики ЛОССХ Союза художников СССР.
Во второй половине 1940-х годов, после освобождения Павловска, Громов занимался реставрацией архитектурного ансамбля Павловска. Участвовал в живописных реставрационных работах в Великом Новгороде. Выполнил много работ для Государственного Фарфорового завода имени М. В. Ломоносова. Некоторые из них были отмечены почётным дипломом на Миланской выставке.
Преподавал в Школе народного искусства и в «Школе Рериха». Работал сотрудником Отдела искусств и памятников старины.

## Работы находятся в собраниях
- Государственный Русский музей (Санкт-Петербург)
- Государственный музей истории Санкт-Петербурга
- Государственный музей изобразительных искусств имени А. С. Пушкина(Москва)
- Государственный Литературный музей (Москва)
- Государственный музей-заповедник «Павловск» (Санкт-Петербург)